# Fakoa
Fakoa is een geslacht van hooiwagens uit de familie Assamiidae.
De wetenschappelijke naam Fakoa is voor het eerst geldig gepubliceerd door Roewer in 1923. 

## Soorten
Fakoa is monotypisch en omvat slechts de volgende soort:
- Fakoa spinulata